# Kathedraal van Agen

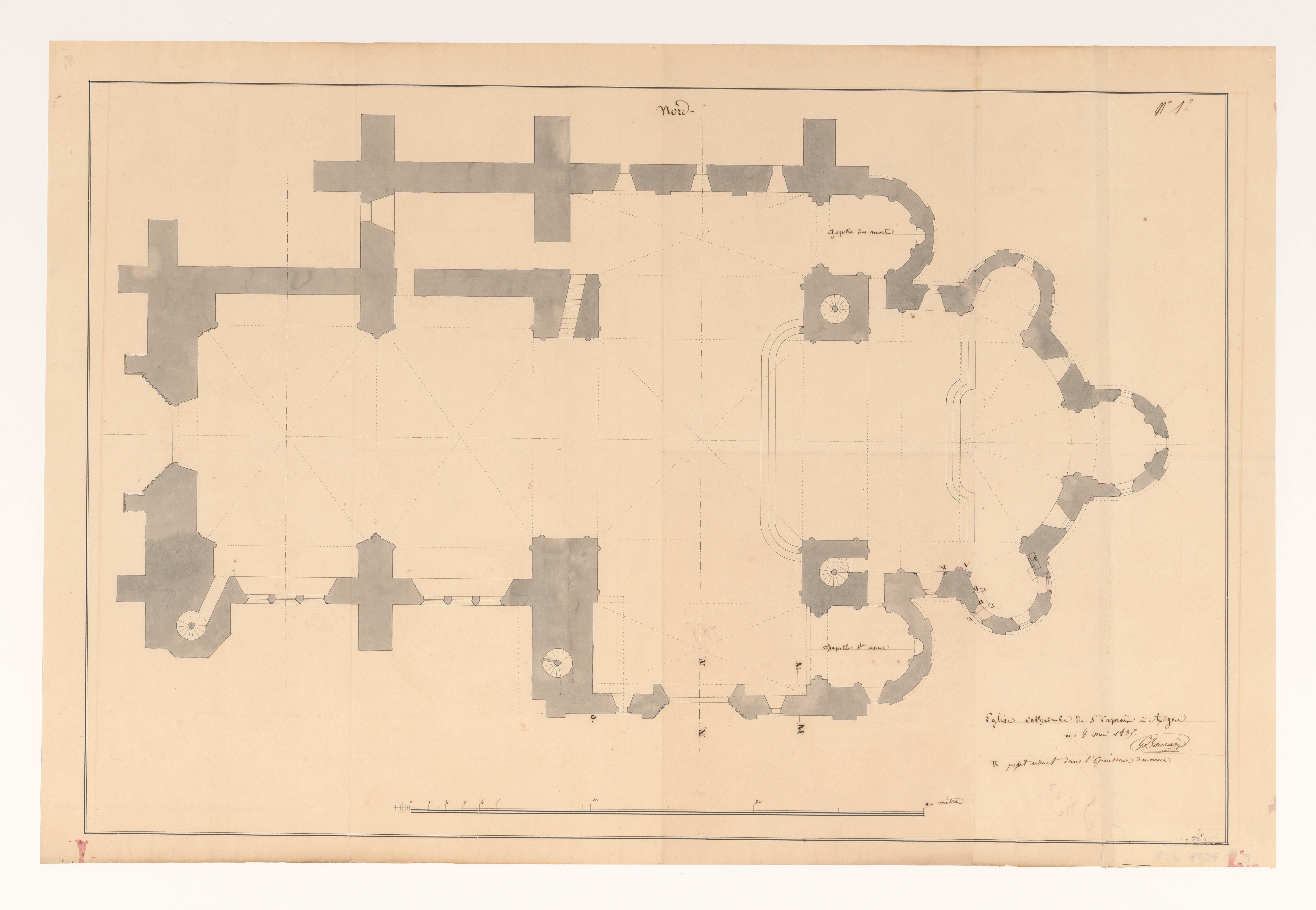
Plattegrond (1835)

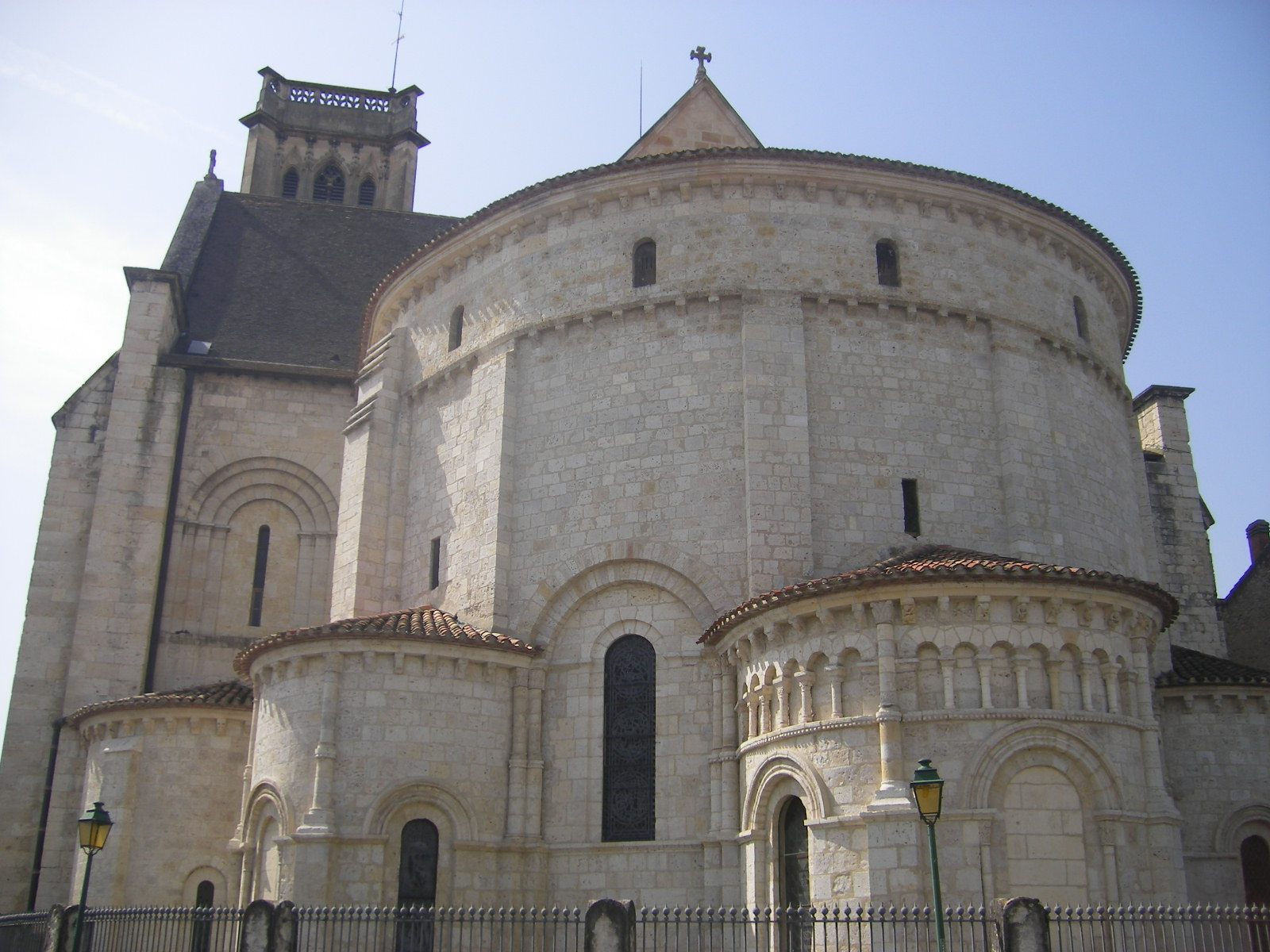
Chevet, met de grootste kapel geheel achteraan (rechts op de foto). Links ervan een kleinere kapel en verder links een kapel in de hoek van het transept.

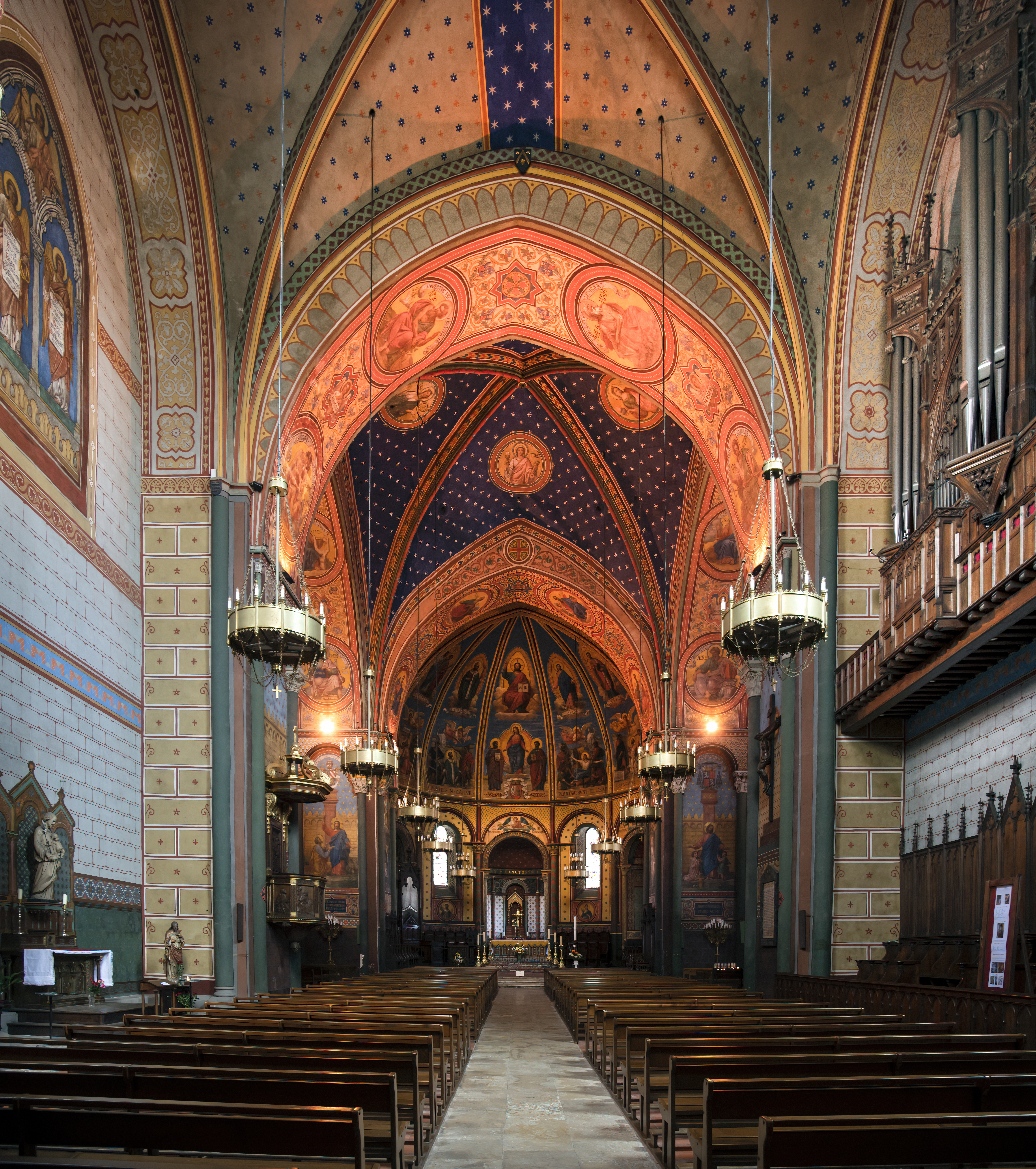
Middenschip, koor op achtergrond

De Kathedraal van Agen is de bisschopskerk van het bisdom Agen in Zuidwest-Frankrijk. De kerk is gewijd aan de heilige Caprasius (St.-Caprais), een bisschop uit Agen die in het jaar 303 stierf als gevolg van een door keizer Diocletianus ingezette christenvervolging. In 1862 werd de kerk aangewezen als monument historique. De stad en kerk liggen aan de Via Podiensis, een aftakking van de Jacobsweg naar Santiago de Compostella. De kerk ligt in het noorden van de stad Agen, dicht bij het station en op ongeveer 1 km ten oosten van de Garonne.

## Geschiedenis
In de zesde eeuw stond in Agen een kathedraal gewijd aan St.-Étienne, en een kerk gewijd aan St.-Caprais. Deze beide kerken worden genoemd door Gregorius van Tours in een van zijn geschriften. De kerk van St.-Caprais lag buiten de laatantieke stadsmuur en werd gebouwd op de plaats van een antieke necropolis. De eerste kerk werd in het jaar 853 vernield door de Noormannen. In de 12e eeuw kwam er op de plaats van de kerk een romaanse kapittelkerk, eveneens gewijd aan St.-Caprais, waarvan het koor en het transept met straalkapellen behouden zijn. Het schip werd herbouwd in de 15e en 16e eeuw. In het jaar 1561 vonden vernielingen plaats voorafgaand aan de Hugenotenoorlogen. In de eerste jaren na de Franse Revolutie diende het gebouw als opslagruimte; pas in 1796 kwam het weer in kerkelijk gebruik. Na de verwoesting van de oude kathedraal St-Étienne tijdens de revolutie, werd de kerk van St.-Caprais in 1802 tot kathedraal verheven. Vanaf 1837 werd de kerk verbouwd om haar aan te passen aan haar nieuw statuut als kathedraal.

## Architectuur
Te onderscheiden zijn twee bouwfasen: het koor met de rijkelijk toegeruste chevet en het transept ontstonden in de romaanse periode in de 12e eeuw. Het chevet is voorzien van drie kapellen, de middelste is de grootste. In de hoeken van koor en transept bevinden zich nog twee kapellen. Het eenbeukige middenschip dat slechts twee traveeën lang is, werd gebouwd in de gotische periode. De traveeën zijn overdekt met een kruisribgewelf. In de hoek van het schip en de zuidelijke transeptarm staat de klokkentoren, die uit het jaar 1835 dateert. Deze toren heeft de bijzonderheid dat hij is samengesteld uit drie verschillende gotische stijlen (vroeg-, hoog- en flamboyant gotisch), van onder naar boven merkwaardig gepresenteerd in hun omgekeerde chronologische volgorde.
Gezien de grootte van het koor en transept is de kathedraal veel korter dan men zou verwachten; financiële moeilijkheden hadden grote invloed op de uiteindelijke vorm van de kathedraal en de bouw van het schip liep daardoor ook een eeuw vertraging op. Ook het kennelijke plan voor een koepel boven de kruising werd niet uitgevoerd.

## Interieur
Op de hoeken van het transept staan vier grote pilaren, twee ervan bevatten een trap. De pilaren waren waarschijnlijk bedoeld om een koepel te ondersteunen, in plaats daarvan kwam er in de 13e en 14e eeuw een kruisgewelf. Bijna de gehele kerk is aan de binnenzijde beschilderd, waarbij de middeleeuwse beschildering van het pleisterwerk waarschijnlijk in de 19e eeuw werd vernieuwd. Vooral de beschilderingen in de apsiden zijn van belang, werken van de uit Toulouse afkomstige schilder Jean-Louis Bézard en daterend uit de jaren 1845 tot 1869. De taferelen op de muren en plafondgewelven tonen de geschiedenis van de komst van het christendom naar Agen, onder andere de eerste martelaren van Agen. Andere afbeeldingen in series zijn van: de evangelisten, apostelen, aartsvaders (Abraham, Noach) en de oudtestamentische koningen van Israël. Voorts is er een koorgestoelte, en zijn er talrijke schilderijen en heilige voorwerpen.

## Orgels
Het hoofdorgel werd door orgelbouwer Jean-Baptiste Stoltz oorspronkelijk voor de wereldtentoonstelling van 1855 gebouwd en daarna in 1858 in de kathedraal van Agen ingebouwd. Het instrument heeft 45 registers op drie manualen en is een afzonderlijk monumentaal object. De tractuur is mechanisch.
Het koororgel werd in 1885 door Jules Magen gebouwd. Dit orgel heeft 15 registers op twee manualen.

## Afbeeldingen

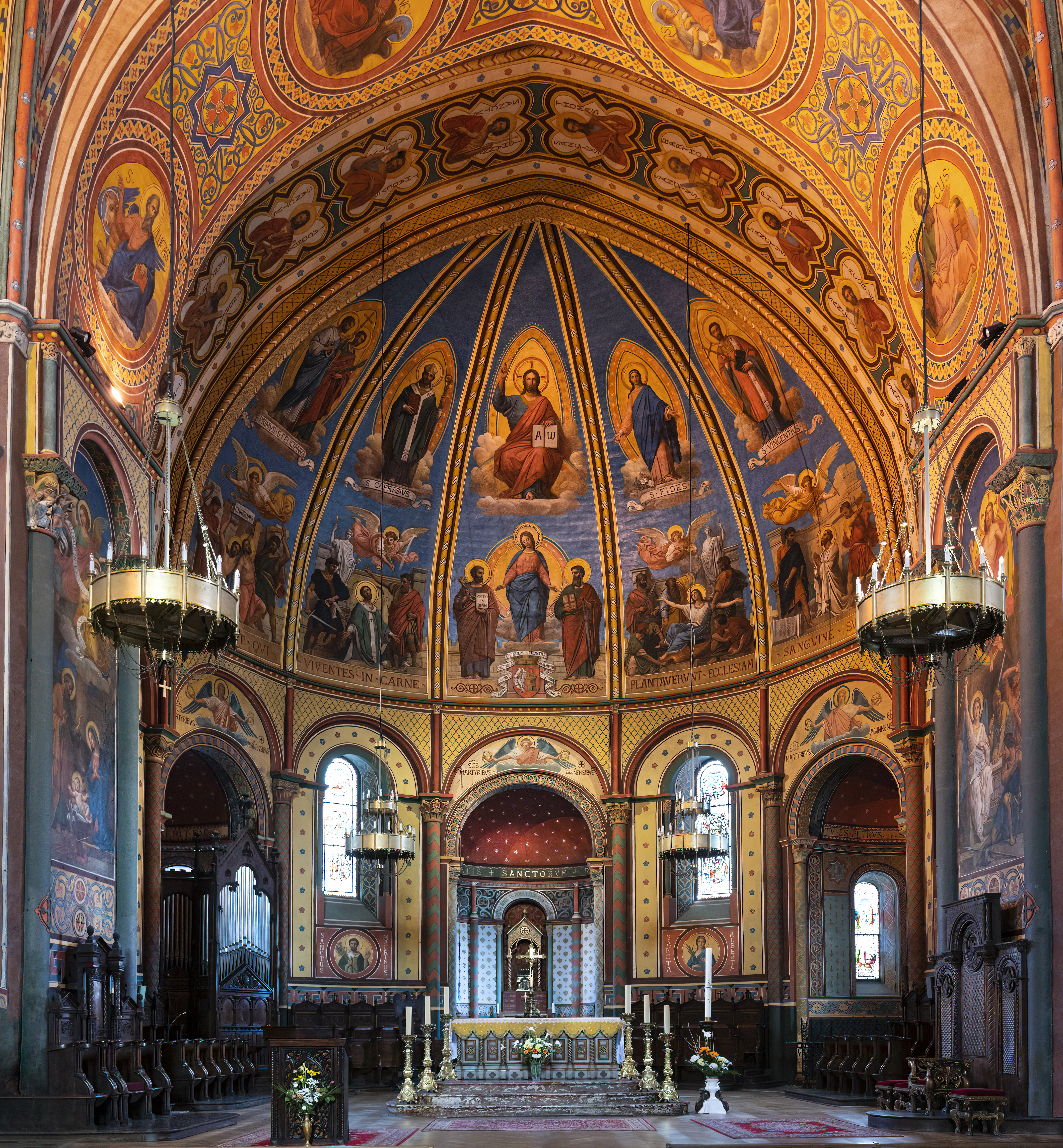
Het koor
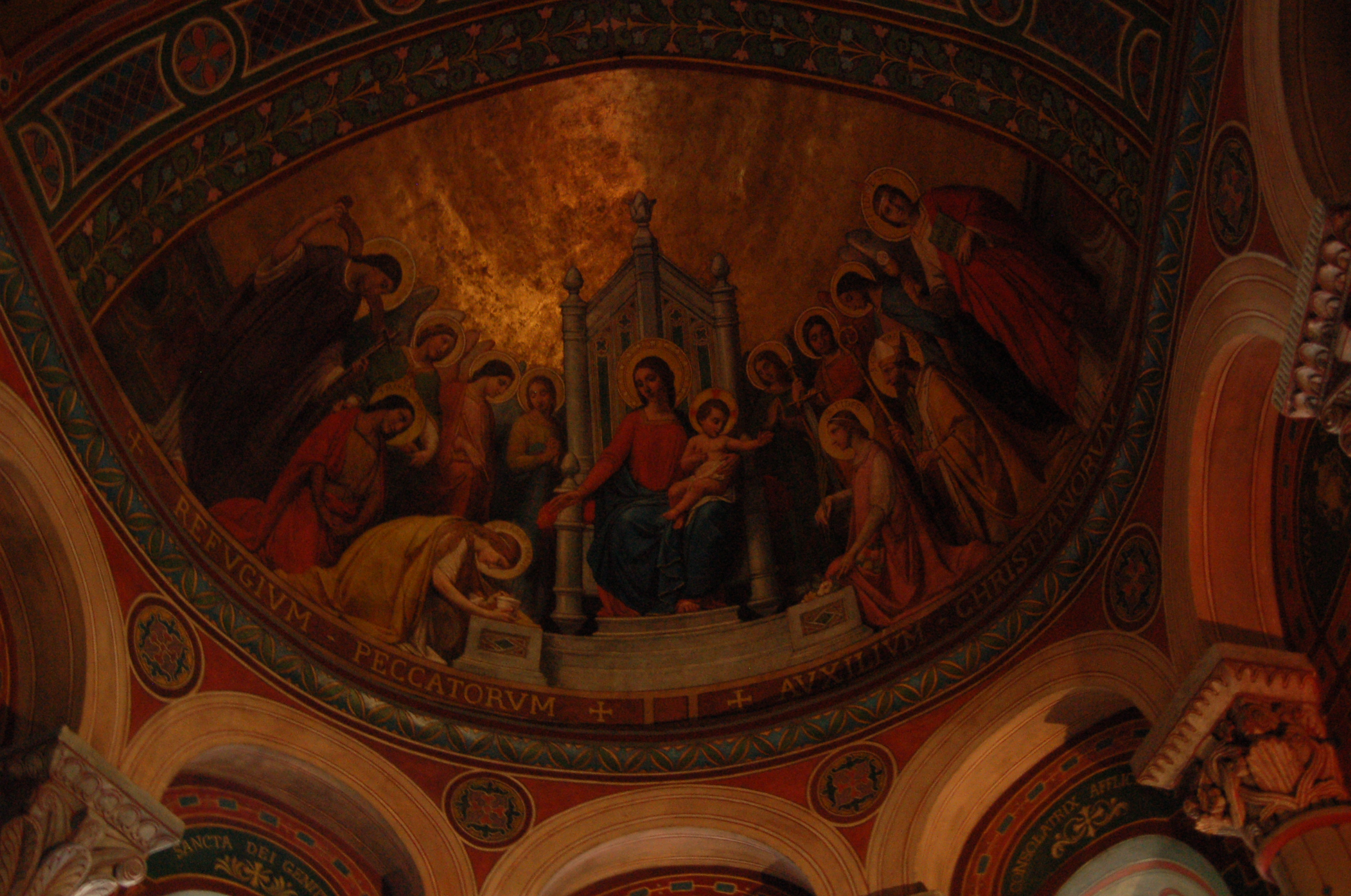
Gewelf, kapel van de Maagd
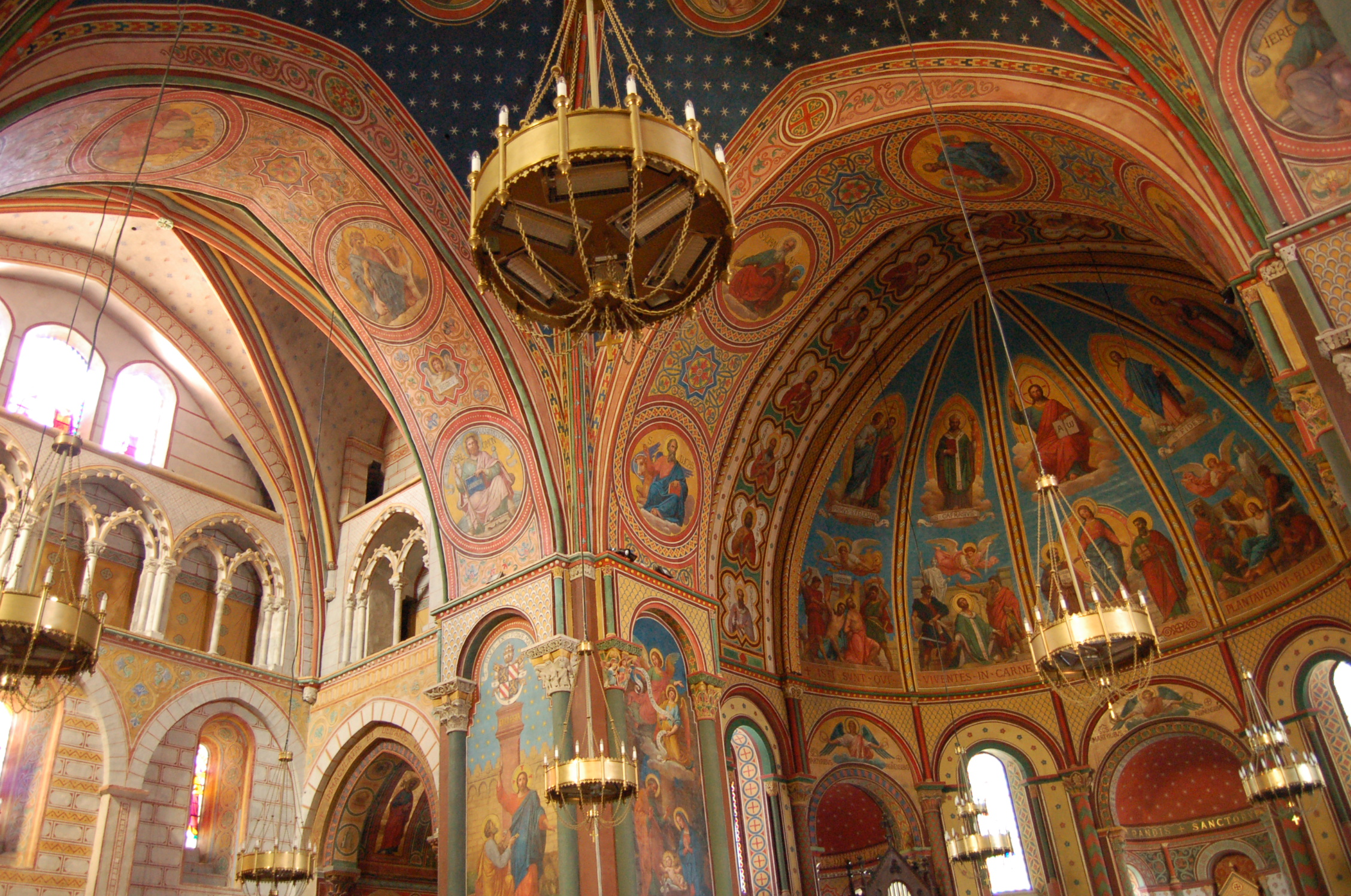
Koor met links de noordarm transept
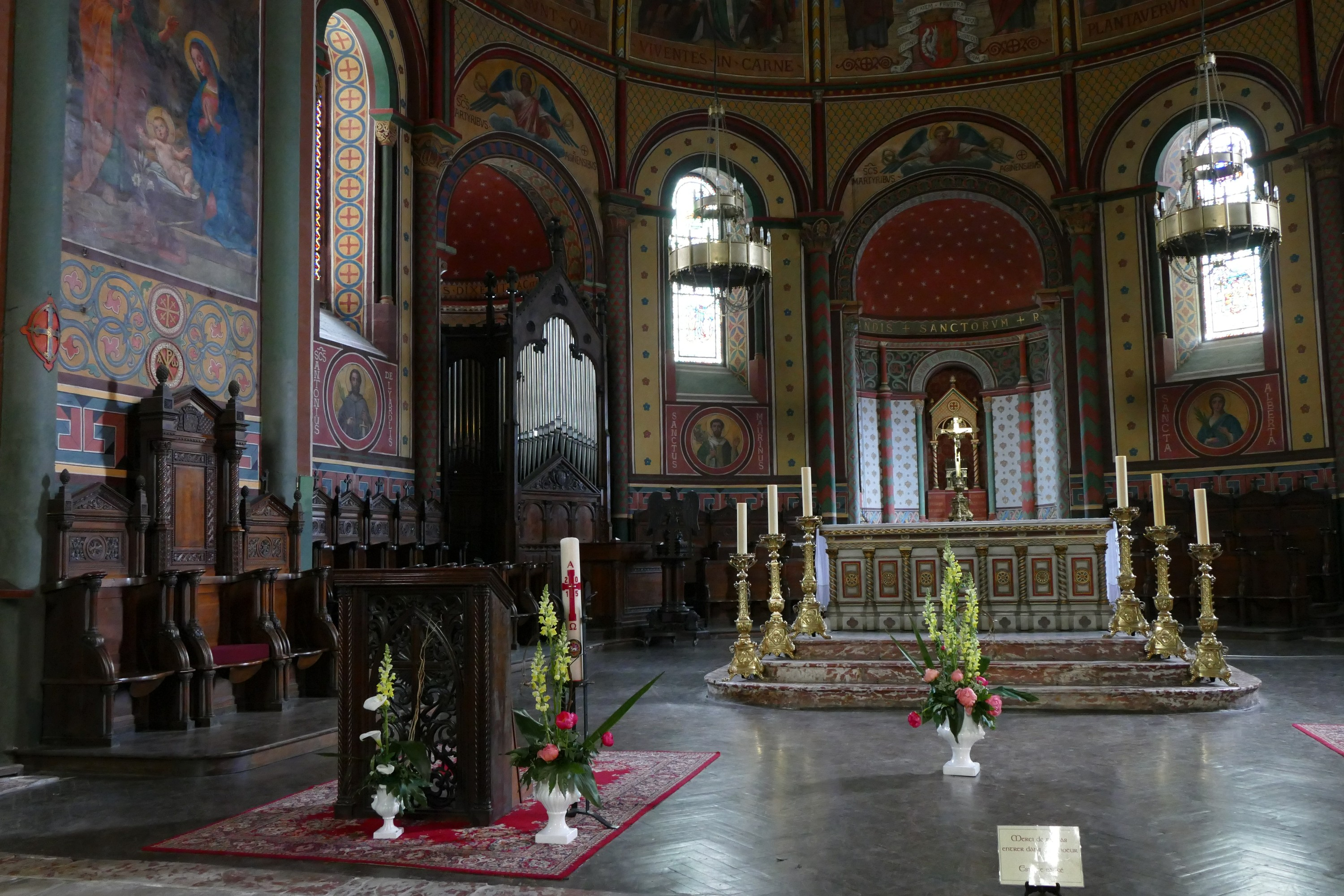
Koor met hoogaltaar

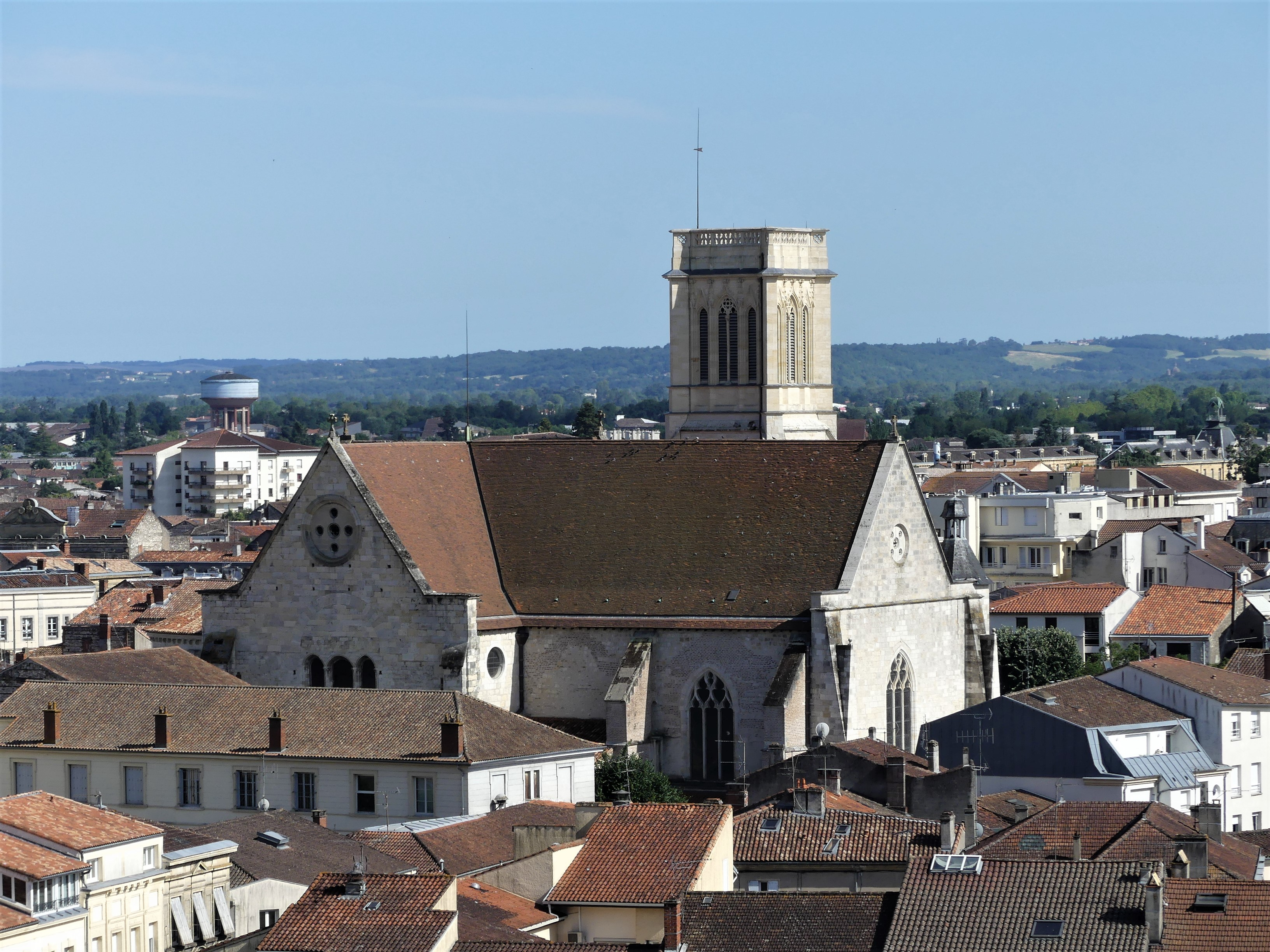
Totaalbeeld vanuit noordwesten
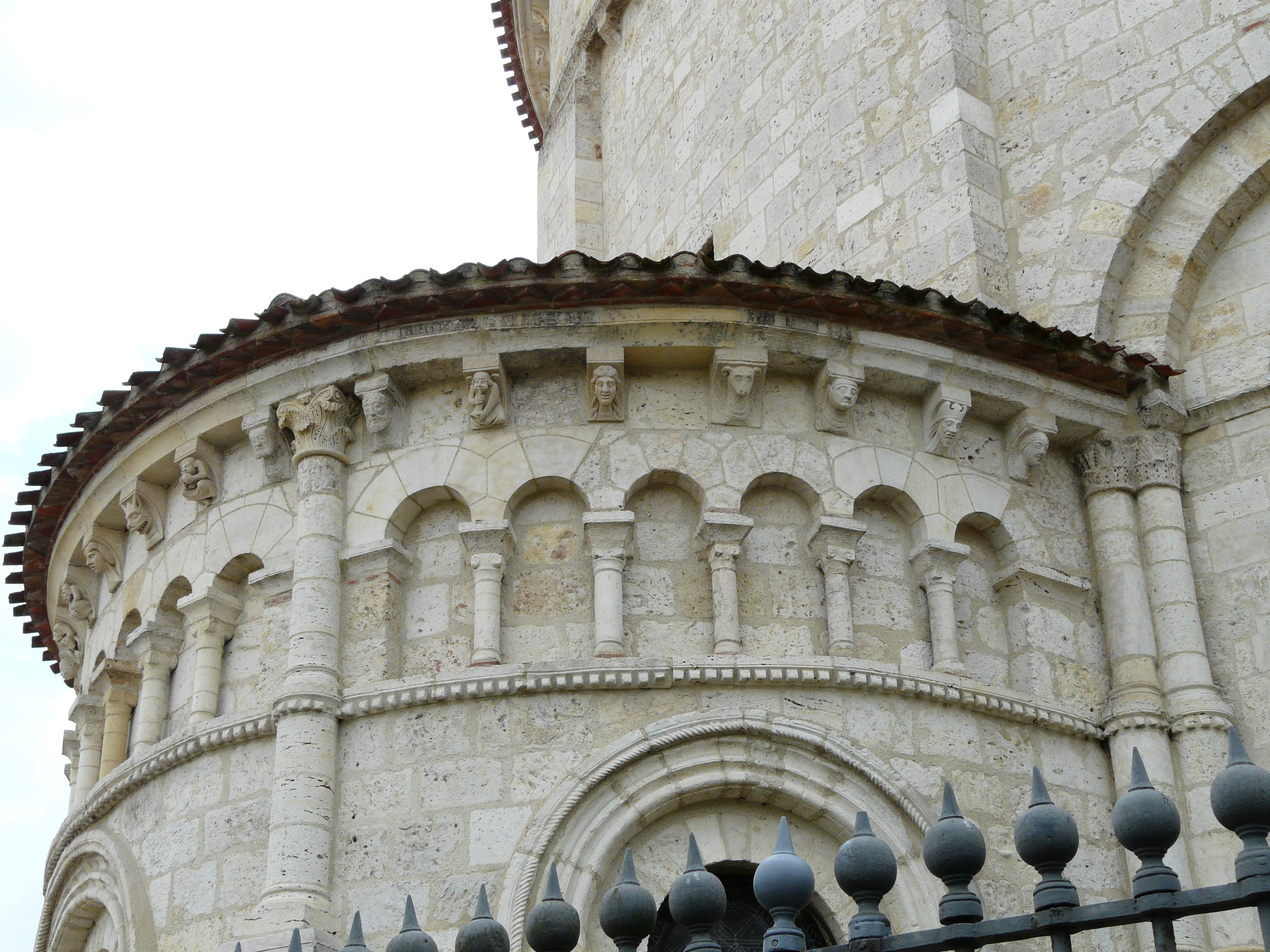
Apsis, daklijst met ornamenten
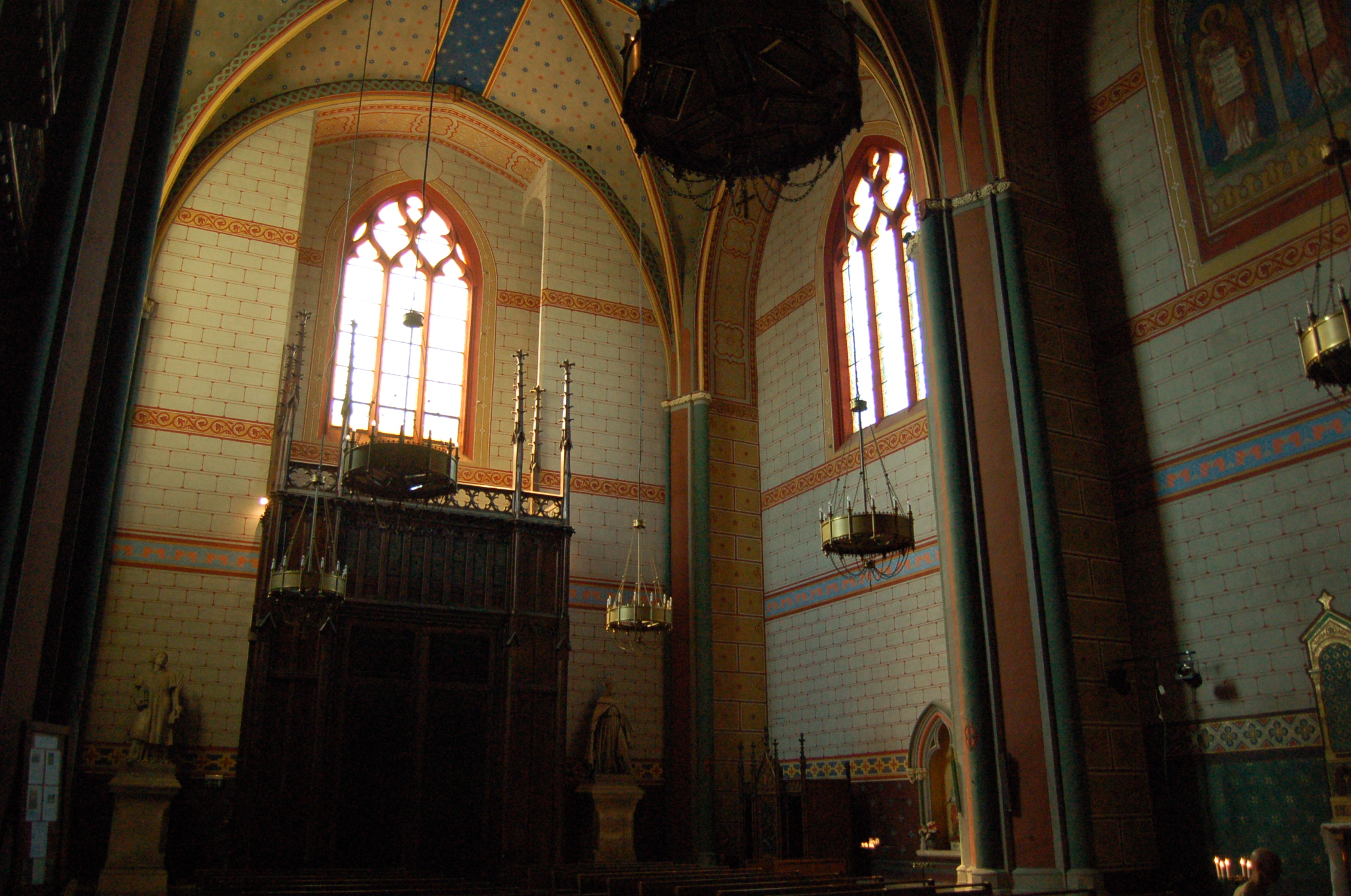
Middenschip, westingang